# Oeren (België)
Oeren is een plaats en deelgemeente van Alveringem en is gelegen in de Belgische provincie West-Vlaanderen. Oeren ligt in de Westhoek aan de Lovaart. Oeren was een zelfstandige gemeente tot in 1971 en werd toen aangehecht bij Alveringem. Het landbouwdorp heeft geen echte dorpskern, maar bestaat uit de voormalige parochiekerk en enkele verspreide hoeven.

## Toponymie
Oeren wordt voor het eerst vermeld in 1056. In 1231 werd de plaats vermeld als Horen en vanaf 1313 vinden we reeds de huidige naam Oeren terug. Over de betekenis van de naam bestaat er geen eensgezindheid.

## Geschiedenis

### Middeleeuwen
Oeren bezat reeds vroeg een versterkt kasteel (Burg Oeren). Dit werd bewoond door de broers Knibbe die in 1205 in opstand kwamen tegen de zware belastingen die Mathilde van Portugal, de weduwe van Filips van de Elzas hief. Het kasteel werd platgebrand door bondgenoten van Mathilde. Oeren bleef in handen van opeenvolgende families tot in de 16e eeuw. Vanaf dat moment tot aan de oprichting van de gemeenten behoorde Oeren tot de kasselrij Veurne.
Op kerkelijk gebied werd Oeren reeds als parochie vermeld in 1303. Ze stond onder de bescherming van de augustijnenabdij van Eversam te Stavele.

### 17e eeuw
Vroeger lag het dorp aan de oever van Het Groot Moer. Deze werd tussen 1624 en 1626 drooggelegd door Wenzel Cobergher op bevel van aartshertogin Isabella van Spanje. De drooggelegde laaglanden worden nog steeds gebruikt als weiland.

### 18e eeuw
Op de Ferraris-kaarten uit de jaren 1770 is Oeren te zien als een heel klein dorpje, in grootte bijna niet verschillend van de huidige situatie. De kerk met kerkhof was volledig omringd door een slotgracht en enkel bereikbaar via een houten brugje. Er was een stenen brug over de Cromme Graght. Over een dorp kon nauwelijks gesproken worden, het was gewoon een parochie met her en der boerderijen. Er waren een kleine 15 "gewone" boerderijen, en een 5-tal boerderijen die gedeeltelijk of volledig omringd waren door een slotgracht.

### 19e eeuw
Na het concordaat werd de parochie in 1808 afgeschaft door de Fransen. De kerk werd een kapel en hing af van de parochie Alveringem.

### 20e eeuw
Oeren leed fel onder de Eerste Wereldoorlog. In de zomer van 1915 ontstond de militaire begraafplaats van Oeren als noodoplossing. De begraafplaats kreeg in 1917 een definitief karakter. In 1918 vond er een grootschalige grafschennis plaats waarbij 38 heldenhuldezerkjes besmeurd werden. Naar aanleiding van deze grafschennis vond hier in 1923 de vierde IJzerbedevaart plaats onder het thema "Eerherstel aan de geschonden graven". In Oeren was er geen school en waren de kinderen voor onderwijs aangewezen op de school van Alveringem.

## Bezienswaardigheden

### De voormalige Sint-Apolloniakerk

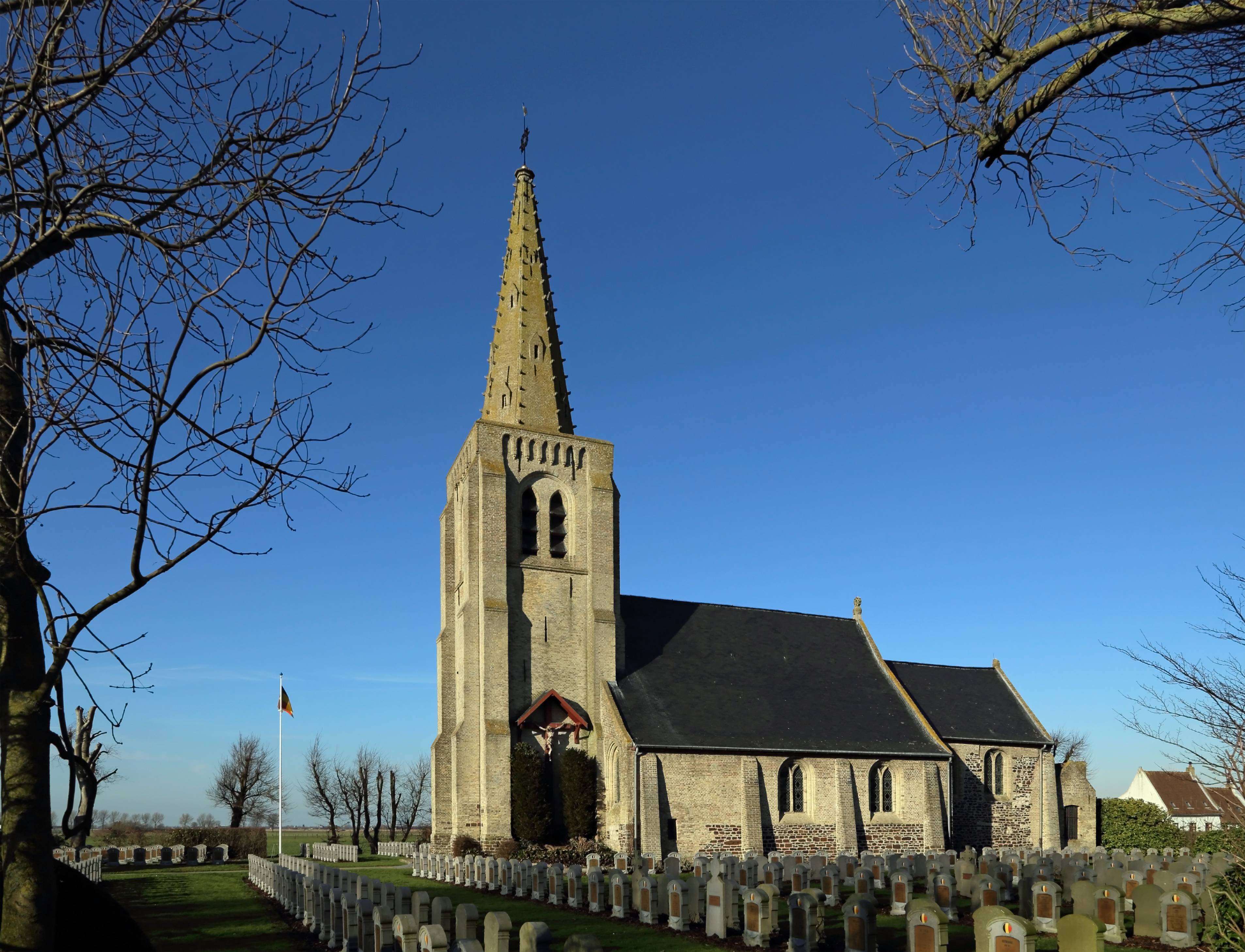
Sint-Apolloniakerk

De voormalige laatgotische Sint-Apolloniakerk uit de 16e eeuw was toegewijd aan de heilige Apollonia. Alhoewel haar feestdag in feite valt op 9 februari, werd zij in Oeren vereerd, tegen tandpijn, gedurende de negen dagen volgend op het feest van Sint-Jan Baptist (24 juni).
Sommige muren werden gedeeltelijk uit "ijzerzandsteen" of "veldsteen" opgetrokken. Een slanke stenen naald bekroont de vierkante toren. Enkel vier pijlers ondersteunen het gewelf. Het is eigenaardig om vast te stellen hoe de kerk van Oeren, na de afschaffing van de parochie in 1808, is blijven bestaan, terwijl de kerk van afgeschafte parochies uit de streek zoals Sint-Rijkers en Zoutenaaie, in die tijd wel afgebroken werd. De volksmond beweert dat sommige kerken, met een stenen naald, moesten dienen als "baak" voor de vissers langs onze kusten. Zo zijn de kerktorens van Vinkem, Oeren en anderen wanneer de zon erop schijnt, zeer ver in de zee te zien en kunnen zij door de vissers als oriënteringspunt gebruikt worden.
De kerk heeft een neogotisch interieur. Er bevindt zich een graftombe uit 1550 in de kerk. Ze werd beschermd in 1939 en grondig gerestaureerd in 1960. Tegenwoordig wordt de ruimte gebruikt voor tentoonstellingen.

### Andere bezienswaardigheden

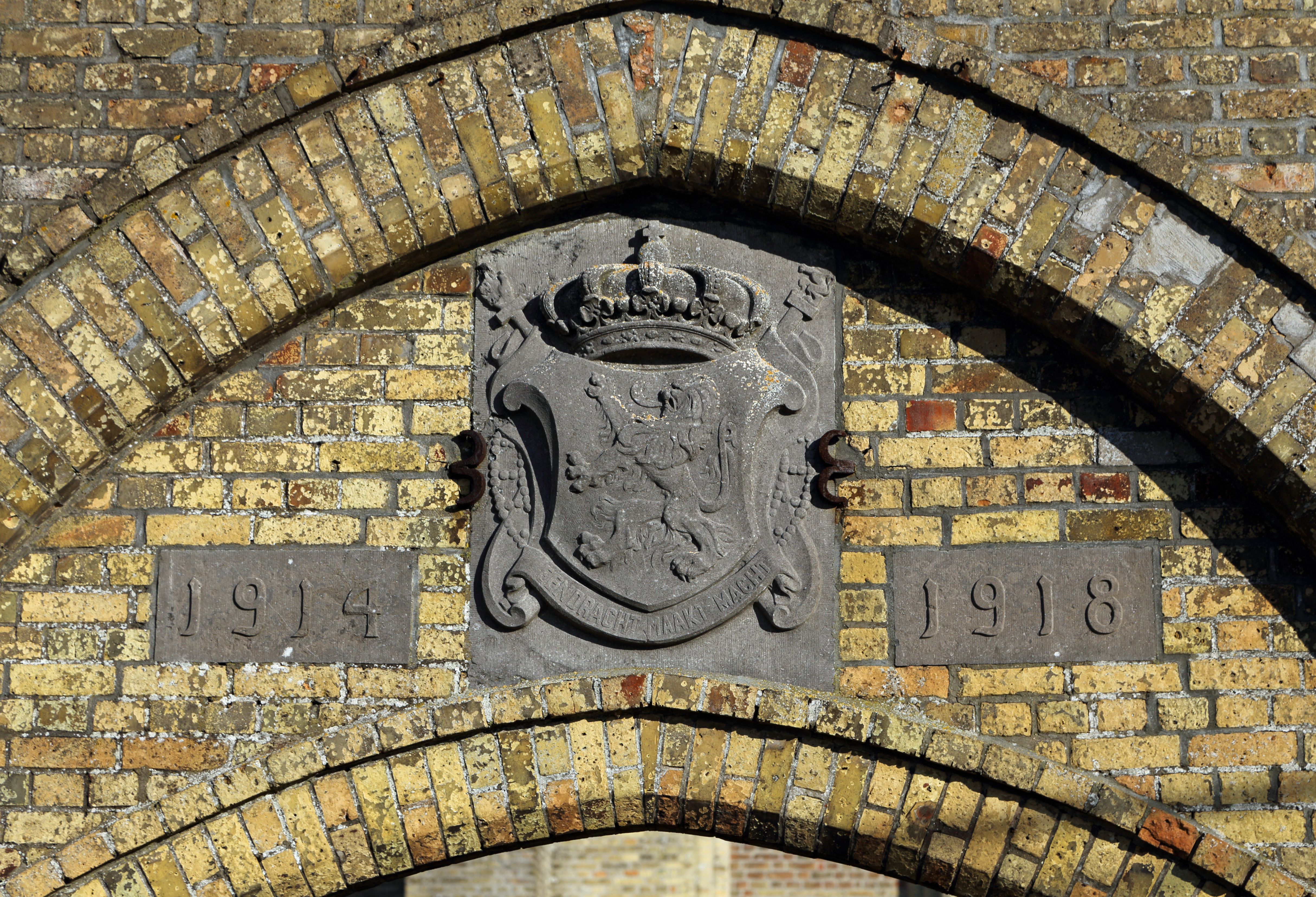
Detail van de toegangspoort tot het Belgisch militair kerkhof

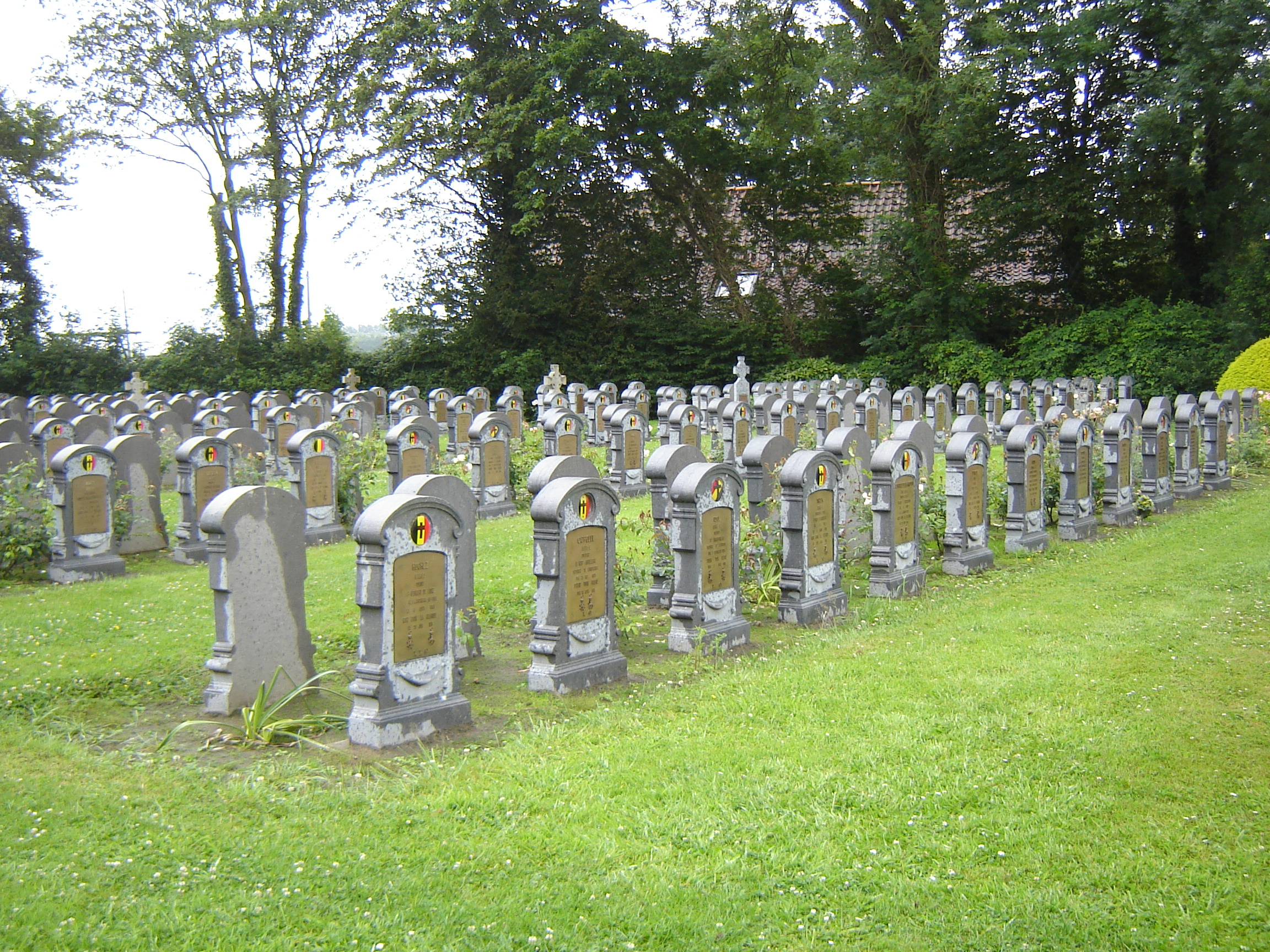
Belgisch militair kerkhof

- De Belgische militaire begraafplaats te Oeren met 510 graven dat rond de Sint-Apolloniakerk gelegen is. In 2008 werd de begraafplaats beschermd als monument.
- De dorpsherberg De Leute is een gebouw uit 1672. Het is de enige herberg die nog overblijft van de in totaal drie herbergen die er vroeger in Oeren waren.

## Natuur en landschap
Oeren ligt op de grens van het West-Vlaamse poldergebied en Zandlemig Vlaanderen. De hoogte bedraagt ongeveer 5 meter. In het oosten vindt men de Lovaart.

## Demografische evolutie
Oeren is steeds een landbouwdorp gebleven. Het merendeel van de bevolking bestaat dan ook uit landbouwfamilies. Het aantal inwoners bereikte een hoogtepunt in 1830 en neemt sindsdien gestaag af. Vooral sinds het begin van de 20e eeuw is de plaats sterk ontvolkt.
Bronnen: NIS en Gemeente Alveringem - Opm:1806 t/m 1970=volkstellingen; 2005= inwoneraantal op 1 januari; 2010=inwoneraantal op 31 december

## Evenementen
- Oeren anno 1930, een driedaagse folkloristische manifestatie die in juli 2006 voor het eerst plaatsvond.
- Oeren, 11 november 2010, een herdenkingsproject met verwanten van de gesneuvelden op de Belgische militaire begraafplaats te Oeren.

## Burgemeesters sedert 1830
- 1830: Ghyselen Ludovicus
- 1831-1835: Vandewalle Pieter-Albertus
- 1836-1840: Pil Franciscus - J. - J.
- 1841-1854: Letten Lambertus-Symphorianus
- 1855-1879: Ghyselen Petrus-Ludovicus
- 1880-1893: Dequidt Joannes-Francisicus
- 1893-1919: Balloey Carolus-Ludovicus
- 1919-1941: Verhelst August
- 1942-1971: Gheeraert Florent

Bij gebrek aan afzonderlijk gemeentehuis, vergaderden het schepencollege en de gemeenteraad in de oude Vlaamse afspanning en herberg "De Leute".

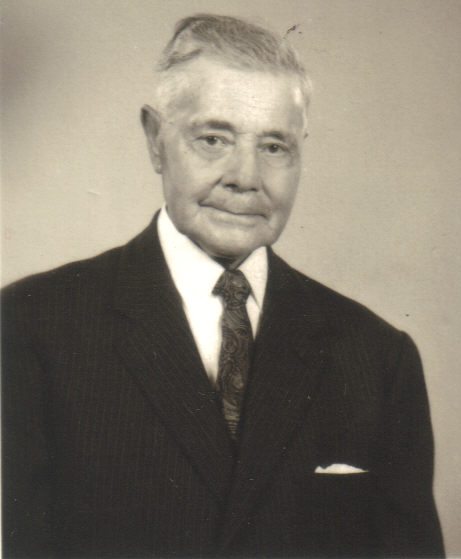
Florent Gheeraert, geboren op 5 mei 1884 en overleden op 6 februari 1984. Laatste burgemeester van Oeren

## Nabijgelegen kernen
Alveringem, Vinkem, Bulskamp, Veurne